# Fritz Westhoff

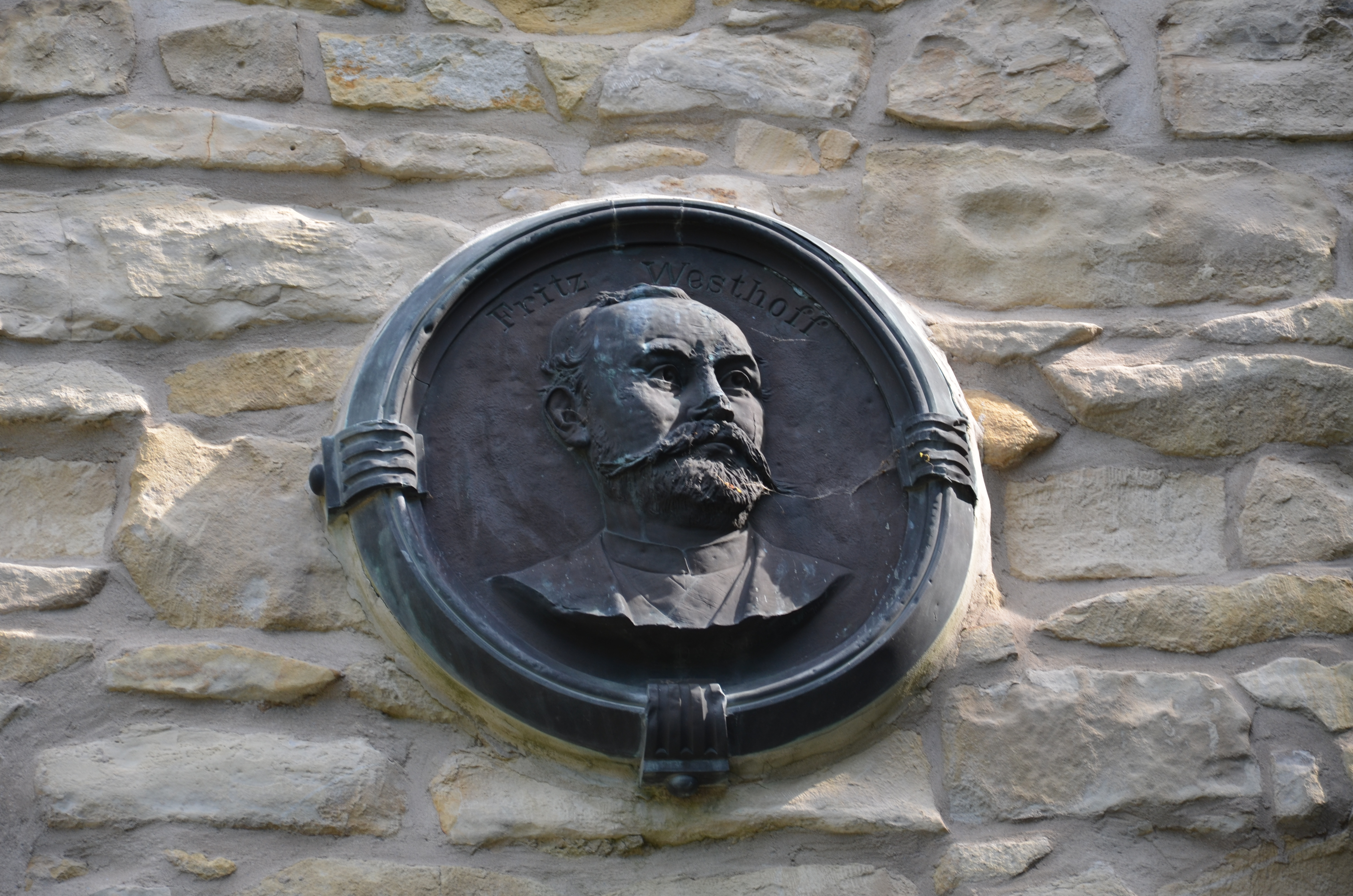
Plakette am Longinusturm mit Westhoffs Bildnis

Friedrich „Fritz“ Westhoff (* 8. September 1857 in Münster; † 12. November 1896 ebenda; auch bekannt unter dem Pseudonym Doktor Longinus) war ein deutscher Biologe, Heimatforscher und Schriftsteller.

## Leben
Westhoff war Sohn eines Buchhalters. Er besuchte das Gymnasium in Münster und studierte ab 1876 in Münster und Tübingen Naturwissenschaften und Mathematik.
Am 27. Mai 1879 heiratete er Emma Greving, Tochter eines Landwirts aus Gievenbeck.
1881/82 absolvierte er eine freiwillige Militärzeit und veröffentlichte ein zweibändiges Werk Die Käfer Westfalens.
Westhoff wurde 1882 zum Dr. phil. promoviert und wurde Lehrer in Münster und Bochum. 1886 wurde er Assistent am Museum der Akademie Münster unter der Leitung von Hermann Landois, habilitierte 1891 und wurde Privatdozent der Zoologie in Münster. Er war Mitglied der von Prof. Landois gegründeten Abendgesellschaft des Zoologischen Gartens (AZG) und verfasste für diese mit anderen Mitstreitern plattdeutsche Theaterstücke, die zum Besten des Zoologischen Gartens aufgeführt wurden.
Als Autor schrieb er auch unter dem Pseudonym Doktor Longinus, da er aufgrund seiner Körpergröße von 1,92 Meter „Dr. Longinus“ (lat. der Lange) genannt wurde.
Fritz Westhoff war Gründungsmitglied und 1. Vorsitzender des Baumberge-Vereins. Nach ihm wurde der Longinusturm in den Baumbergen benannt.
Am 12. November 1896 starb er an den Folgen einer Tetanusinfektion in Münster. Einen Nachruf schrieb sein Jugendfreund Hermann Löns unter dem Titel Ein Niedersachse.

## Denkmäler

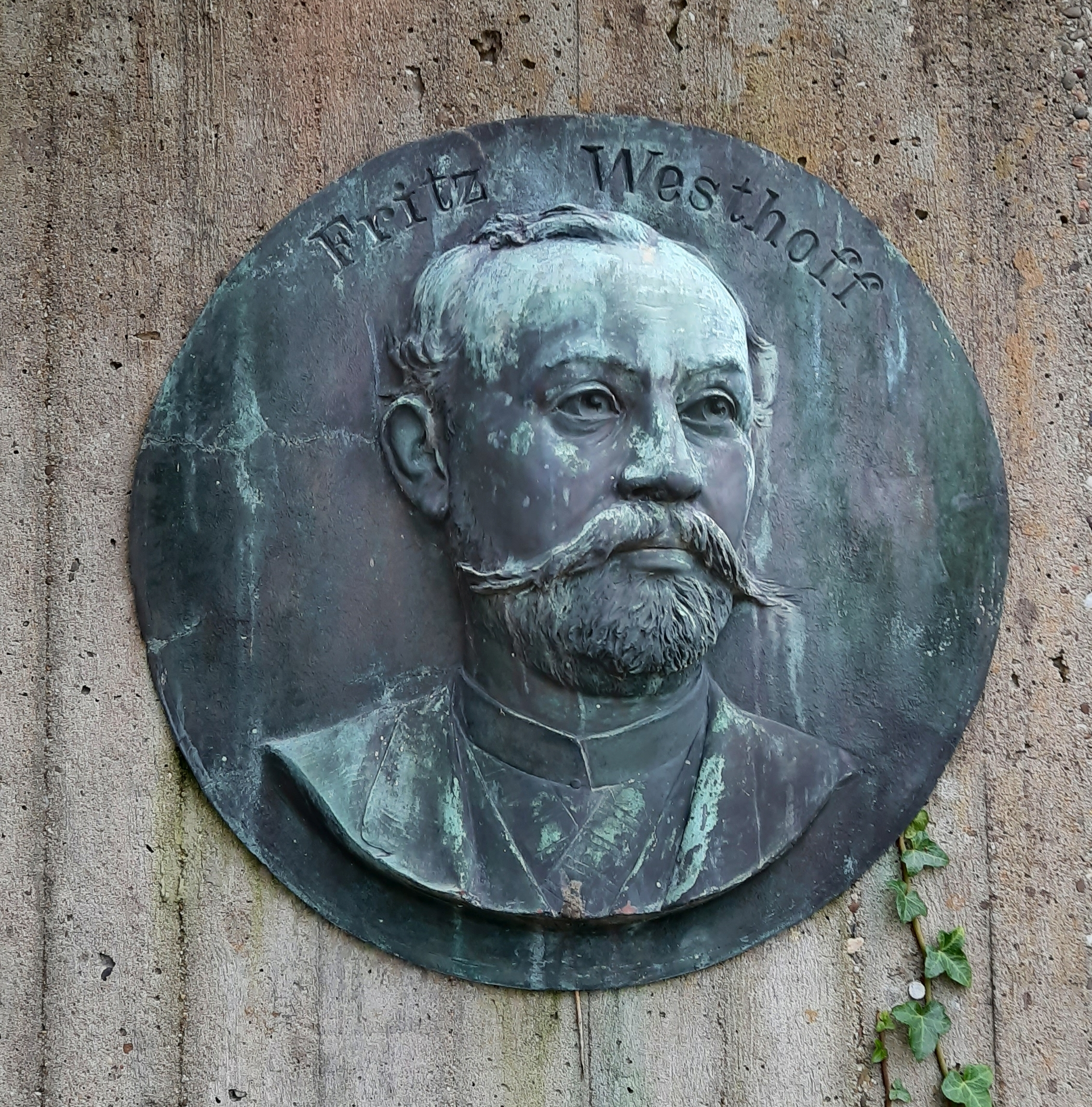
Reliefmedaillon im Allwetterzoo, geschaffen vom Bildhauer August Schmiemann (Münster)

Aus Anlass des 25-jährigen Bestehens des Zoologischen Gartens Münster wurden ab 1900 mehrere Denkmäler für verdiente Naturwissenschaftler errichtet. Am 5. Mai 1901 wurde ein Reliefmedaillon für Fritz Westhoff enthüllt. Das Medaillon stammt vom münsteraner Bildhauer August Schmiemann und befindet sich heute an der Ruhmesallee am Landois-Platz im Allwetterzoo.
Eine weitere Plakette, ebenfalls vom Bildhauer Schmiemann, befindet sich seit dem 4. Mai 1902 am Longinusturm. Seit 2016 hängt sie zum Schutz vor Metalldiebstahl im Innenraum des Turms.

## Veröffentlichungen
- Marcus, Eli; Landois, Hermann; Westhoff, Friedrich: Die Pfahlbauern oder der Kampf ums Dasein, Plattdeutsches Fastnachtspiel/mit H. Landois, A. Kraus, E. Rade, O. Ströbelt, F. Westhoff. – Münster, 1881.
- Westhoff, Friedrich: Die Käfer Westfalens. 2 Bde. Bonn: Cohen 1881f. XXVIII, 323 S.
- Marcus, Eli; Pollack, Wilhelm; Westhoff, Friedrich: Eine Stunde im Polizeigefängniß oder Das fidele Höffken, Plattdeutsches Fastnachtspiel/mit W. Pollack, F. Westhoff. – Münster, 1883.
- Pollack, Wilhelm; Westhoff, Friedrich: Jan van Leyden, König der Wiedertäufer oder Libetken Klutenkemper's Brautfahrt oder Der Munstersche Bettelstudent, Operette / mit Ideen von A. Kraus und Liedern von H. Landois. – Osnabrück, 1884. – 84 S.
- Pollack, Wilhelm; Westhoff, Friedrich: Jan van Leyden, König der Wiedertäufer oder Libetken Klutenkemper's Brautfahrt oder Der Munstersche Bettelstudent, Operette / mit Ideen von A. Kraus und Liedern von H. Landois. – 2. Aufl. – Osnabrück, 1884. – 84 S.
- Pollack, Wilhelm; Marcus, Eli; Westhoff, Friedrich: King Bell oder die Münsteraner in Afrika, Plattdeutsches Fastnachtspiel. – Münster, 1886.
- Pollack, Wilhelm; Marcus, Eli; Westhoff, Friedrich: General Kausbarsch oder Et wärd Gothisk!, Plattdeutsches Fastnachtspiel. – Münster, 1887.
- Marcus, Eli; Pollack, Wilhelm; Westhoff, Friedrich: Madame Limousin oder Wi häbbt et jä, Grosse carnevalistische Burlangerie / mit einem Vorwort von H. Landois. – Münster, 1888. – IV, 50 S.
- Pollack, Wilhelm; Westhoff, Friedrich: Jan van Leyden, König der Wiedertäufer oder Libetken Klutenkemper's Brautfahrt oder Der Munstersche Bettelstudent, Operette / mit Ideen von A. Kraus und Liedern von H. Landois. – 3. Aufl. – Osnabrück, 1889. – 84 S.
- Marcus, Eli; Pollack, Wilhelm; Westhoff, Friedrich: Schulte Graute Schlemm oder Sklaverei und Liebe oder Wu kriegt wi't up?, Grosse romantische Posse / mit einem Vorwort von H. Landois. – Münster, 1889. – XII, 61 S.
- Rade, Emil; Marcus, Eli; Westhoff, Friedrich: Fräulein Minna oder Die Hexenkuhle in den Baumbergen oder Män nich hassebassen!, Plattdeutsches Fastnachtsspiel. – Münster, 1891.
- Marcus, Eli; Pollack, Wilhelm; Westhoff, Friedrich: Graute Schlemm, Gesangsposse in 4 Akten. – 2. Aufl. / Neu bearb. von E. Marcus – Münster : Greve, 1924. – 62 S. – (Niederdeutsche Volksbühne; Nr. 20)